# The Matches
I The Matches sono un gruppo pop punk statunitense formato nel 1997 ad Oakland da cantante/chitarrista Shawn Harris, dal batterista Matt Whalen e dal bassista Justin Sans Souci.
Hanno pubblicato tre album di studio sotto la Epitaph Records e due raccolte, prima di annunciare una pausa indefinita il 9 luglio 2009 sul proprio sito ufficiale, dovuta al desiderio di formare nuovi progetti musicali.
Nel 2020 è stato distribuito un documentario sulla band intitolato Bleeding Audio.

## Componenti

### Ultima formazione
- Shawn Harris – voce, chitarra
- Jonathan Devoto – chitarra, voce d'accompagnamento
- Dylan Rowe (dal 2008) - basso, voce d'accompagnamento
- Matt Whalen – batteria

### Ex componenti
- Justin San Souci (1997 – 2008) - chitarra, voce d'accompagnamento
- Matt Esposito – chitarra, voce d'accompagnamento

## Discografia

### Album in studio
- 2003 - E. Von Dahl Killed the Locals
- 2006 - Decomposer
- 2008 - A Band in Hope

### Raccolte
- 2005 - 3-Way Issue, Vol. 2
- 2008 - the Matches album 4, unreleased; graphics? title? or not needed?

### DVD
- 2004 - Show Must Go Off, Vol. 14

### Singoli
- 2006 - Chain Me Free
- 2006 - Papercut Skin
- 2007 - Salty Eyes
- 2008 - Wake the Sun
- 2008 - Yankee in a Chip Shop

### Apparizioni in compilation
- A Santa Cause - It's a Punk Rock Christmas
- Warped Tour 2004 Tour Compilation
- Warped Tour 2005 Tour Compilation
- Punk-O-Rama Vol. 9
- Warped Tour 2006 Tour Compilation
- Punk-O-Rama Vol. 10
- Warped Tour 2007 Tour Compilation
- Warped Tour 2008 Tour Compilation